# رابرت داوی
رابرت داوی (انگلیسی: Robert Davi؛ زادهٔ ۲۶ ژوئن ۱۹۵۳) یک خواننده، هنرپیشه، کارگردان و نویسنده اهل ایالات متحده آمریکا است. وی از سال ۱۹۷۷ میلادی تاکنون مشغول فعالیت بوده‌است.
از فیلم‌ها یا برنامه‌های تلویزیونی که وی در آن نقش داشته است می‌توان به گونیز، جان‌سخت، جواز قتل، غارتگر ۲، پسر پلنگ صورتی، دختران داغ، کشتن مرد ایرلندی، اکش جکسون، در میکس، شعبده‌باز، گاو برانکس و آیسمن اشاره کرد.